# Вот на доверие
Вижте пояснителната страница за други значения на Вот на доверие.
При вота на доверие инициатор е правителството, подава се от министър-председателя и се иска от Парламента. Процедурата е много по-опростена отколкото при вота на недоверие. Няма период на изчакване и дебатите протичат по-бързо. За да бъде приет вота на доверие е необходимо обикновено мнозинство или 50%+1 от присъстващите. Ако не събере това необходимо мнозинство, министър-председателят подава оставката на правителството.